# Avtozavodskaja (metropolitana di Nižnij Novgorod)
Avtozavodskaja (in russo:Автозаводская) è una stazione della linea Avtozavodskaja, la linea 1 della metropolitana di Nižnij Novgorod. È stata inaugurata l'8 agosto 1987. La stazione prende il nome dalla fabbrica di automobili.